# Scopelosaurus harryi
Scopelosaurus harryi — вид авлопоподібних риб родини Notosudidae. Це морський, батипелагічний вид, що поширений на півночі Тихого океану на глибині від 100 до 1500 м. Тіло завдожки до 32 см. Живиться різними видами планктону, в основному глибоководними копеподами. Великі зразки також живляться кальмарами, креветками та рибою.